# Ernest Desjardins (homme politique)
Pour les articles homonymes, voir Desjardins et Ernest Desjardins (homonymie).
Ernest Desjardins, né le 21 mai 1840 à Saint-Quentin (Aisne) et mort le 24 mars 1893 à Paris, est un homme politique français.

## Biographie
Magistrat, il est substitut du procureur à Paris et démissionne au moment des décrets Ferry sur les congrégations religieuses. Il devient alors exploitant agricole dans l'Aisne et se lance en politique. Après deux échecs, il est finalement élu député de l'Aisne en 1889. Il meurt en cours de mandat et est remplacé lors de l'élection partielle par son frère, Jules Desjardins.

## Sources
- « Ernest Desjardins (homme politique) », dans le Dictionnaire des parlementaires français (1889-1940), sous la direction de Jean Jolly, PUF, 1960 [détail de l’édition]